# Antipapa Clemente III
Guiberto ou Wibert de Ravenna (c. 1029 - 8 de setembro de 1100) foi um clérigo feito antipapa em 1080 devido a expulsão do Papa Gregório VII, durante a Controvérsia das Investiduras, um título que durou até sua morte. Foi antipapa em oposição a Gregório VII, Vítor III, Urbano II e Pascoal II.

## Biografia
Nascido em Parma com o nome Giberto Giberti; tinha conexões familiares com os margraves de Canossa. Estava na comitiva do bispo Cadalus de Parma em 1052, foi para a corte alemã em 1054 e, por nomeação da imperatriz Inês, foi chanceler imperial da Itália de 1058 a 1063. Como tal, ele estava presente em janeiro de 1059 no sínodo de Sutri, no qual o papa Nicolau II anatematizou o antipapa Bento X; a alegação de que a referência ao rei no decreto eleitoral daquele ano foi um compromisso sugerido por ele está aberta a questionamentos. Com a morte de Nicolau, quando o partido reformista em Roma elegeu Alexandre II, Guibert foi um dos espíritos que moveram a eleição de Cadalus como antipapa Honório II em Basileia em outubro de 1061.
O imperador Henrique IV o nomeou Arcebispo de Ravena em 1072 e foi ordenado no ano seguinte. Alexandre II estava inicialmente relutante em consagrar o apoiador de seu rival, mas foi persuadido a fazê-lo por seu arquidiácono, Hildebrando, depois que Guibert fez o juramento de fidelidade. Quando Hildebrando se tornou papa como Gregório VII em 1073, Guibert cooperou inicialmente com ele, mas logo se mudou para o campo de seus inimigos. Em 1075, Gregório o suspendeu por não comparecer ao seu sínodo quaresmal; em fevereiro de 1076, ele foi excomungado por sua participação na reunião de bispos lombardos que pretendiam depor Gregório.
Quando o rompimento final entre Henrique IV e Gregório veio, o rei elegeu Guibert papa em Brixen em junho de 1080. Quando Henrique finalmente tomou posse de Roma quatro anos depois, o clero e o povo romanos elegeram Guibert papa, e ele foi entronizado na basílica de Latrão em 24 de março de 1084 com o estilo Clemente III. Em 31 de março, enquanto Gregório ainda resistia no Castelo de Santo Ângelo, ele coroou Henrique como imperador em São Pedro. A aproximação de Roberto Guiscardo, duque da Apúlia (c. 1015–85), no entanto, com um exército normando obrigaram Henrique e Clemente a abandonar Roma. O antipapa dirigiu-se a Ravena, da qual ele havia permanecido arcebispo e que, de c. 1080 em diante, ele organizou como um centro de guerra de panfletos contra Gregório e o partido gregoriano: ele retornava lá com frequência.
Clemente impressionou amigos e inimigos como um homem de caráter irrepreensível, habilidade e educação de primeira classe e eloquência notável. Ele desenvolveu suas próprias políticas e foi pessoalmente responsável pela propaganda anti-gregoriana eficaz. Devido ao apoio que ele desfrutava entre o clero (treze dos cardeais se juntaram a ele e, eventualmente, dezessete dos 28 cardeais padres estavam do seu lado, embora apenas um cardeal bispo) e o povo, ele foi capaz de retornar a Roma e exercer seu papel como papa durante o reinado de Vítor III e a maior parte do de Urbano II. Ele fez esforços, com diferentes graus de sucesso, para ter sua legitimidade reconhecida não apenas na Alemanha e no norte da Itália, mas na Inglaterra, Portugal, Dinamarca, Hungria, Croácia e Sérvia; e ele negociou tanto com o arcebispo João II de Kiev quanto com o imperador e patriarca oriental no interesse da união.
Legislou em um sínodo romano em 1089 contra a simonia e o casamento clerical e a favor do clero vivendo em comum; ele também condenou a prática não canônica dos gregorianos de tratar os sacramentos de padres cismáticos como inválidos. Foi indiretamente responsável pelo desenvolvimento do colégio de cardeais, pois permitiu tanta influência aos padres cardeais que vieram para o seu lado que Urbano II teve que tratar aqueles que o apoiaram com a mesma consideração. Em meados da década de 1090, seu poder e autoridade começaram a diminuir; ele foi expulso de Roma pela família Pierleoni em 1098, e Castel Sant'Angelo, o último reduto clementino na cidade, caiu para Urbano II em 24 de agosto daquele ano. Na ascensão de Pascoal II em 1099, ele se preparou para renovar a luta, mas foi expulso de Albano pelas tropas normandas. Clemente III morreu em Civita Castellana, ao norte de Roma, em setembro de 1100.